# Il mulino sulla Floss
Il mulino sulla Floss (The Mill On The Floss) è un romanzo del 1860 di George Eliot (Mary Ann Evans) pubblicato per la prima volta in tre volumi dall'editore William Blackwood. La prima edizione USA fu pubblicata da Thomas Y. Crowell Co., New York.

## Temi
Il romanzo, di stampo vittoriano, introduce elementi tipici dell'epoca: dalla condizione emarginata della donna alla fede in Dio e nei valori cristiani, la condizione sociale, il contrasto povertà-ricchezza e una visione ristretta dell'istituto del matrimonio. La protagonista, Maggie, non è lontana dalle altre donne del suo tempo: le donne non potevano scegliere chi sposare, a loro veniva imposto dalla propria famiglia, come una sorta di sottomissione all'uomo. I temi furono poi ripresi dalla Eliot anche in un altro suo romanzo, Middlemarch.

## Trama
Il romanzo si svolge su un periodo di tempo compreso tra i 10 e i 15 anni e racconta la storia di Tom e Maggie Tulliver, fratello e sorella che crescono al Mulino di Dorlcote, situato sulle sponde del fiume Floss, vicino al villaggio di St.Ogg's nel Lincolnshire, in Inghilterra. Sia il fiume che il villaggio sono di invenzione dell'autrice.
Il romanzo si apre intorno al 1830, con molti riferimenti al periodo immediatamente successivo alle Guerre Napoleoniche ma ancora prima del Reform Act del 1832. Vi sono anche numerosi spunti autobiografici da parte della stessa George Eliot.
Il personaggio centrale è comunque Maggie Tulliver. Sebbene lei e suo fratello Tom siano molto legati, è inevitabile che, per una ragione o per l'altra, si trovino spesso in disaccordo.
Per aiutare il padre a pagare i suoi debiti, Tom decide di abbandonare gli studi e la scuola. Maggie, invece, rimanendo emarginata, passa il suo tempo nella contemplazione interiore del proprio animo attraverso anche delle letture di stampo religioso e spirituale.
Quando, però, Maggie fa amicizia con Philip Wakem, figlio di Mr. Wakem e rivale del padre di Maggie, la sua famiglia sembra rivoltarsele contro. Il padre e il fratello le impediscono di vedere di nuovo Philip, ma lei si incontra segretamente con lui.
Vengono però scoperti da Tom, che obbliga la sorella a rinunciare al suo amore per Philip, che viene allontanato. Qualche tempo dopo, Mr. Tulliver muore e Tom assume la responsabilità dell'andamento della famiglia.
Lucy Dean, una cugina, invita Maggie a trascorrere un periodo di tempo in sua compagnia. A casa della cugina, Maggie conosce Stephen Guest, uno degli ammiratori di Lucy. Stephen e Maggie finiranno per innamorarsi l'uno dell'altra.
Accortasi, Lucy tenta di riavvicinare Maggie a Philip, senza però riuscirci. Durante una gita sul fiume, Stephen, trovandosi finalmente solo con Maggie, si allontana dalla riva dicendole che la porterà nella cittadina che sorge oltre il fiume per sposarla.
Ma Maggie comincia a riflettere profondamente sulla propria vita: si sente in debito con Philip e con Lucy, le uniche due persone ad averla realmente tratta in salvo dalla sua condizione povera e di isolamento. Perciò, decide di respingere Stephen e di fare ritorno a casa, a St.Ogg's.
Spera di farsi perdonare da Tom, ma lui la caccia, affermando duramente che non sarà mai più la benvenuta sotto il suo tetto.
Lucy e Philip, tuttavia, la perdonano sinceramente. Il breve esilio di Maggie, comunque, termina nelle acque del fiume durante un'alluvione. Maggie e Tom si riuniscono nuovamente per soccorrere Lucy e la sua famiglia. Mentre si trovano in mezzo al fiume, i due si riconciliano, ma la loro barca si capovolge portandoli alla morte.
Il romanzo si conclude con una citazione di stampo biblico: "In morte non furono divisi".

## Personaggi
- Maggie Tulliver - la giovane protagonista del romanzo
- Tom Tulliver - fratello di Maggie
- Mrs Bessy Tulliver - la madre di Maggie e Tom
- Mr Tulliver - il padre di Maggie e Tom
- Lucy Dean - cugina di Maggie e Tom
- Stephen Guest - ammiratore di Lucy
- Philip Wakem - fidanzato di Maggie

## Altri personaggi
- Mr Wakem - padre di Philip e rivale di Mr Tulliver
- Mr Riley - amico di Mr Tulliver
- Rev. Walter Stelling - insegnante di Tom e Philip
- Dr Kenn - il parroco di St.Ogg's
- Bob Jakin - amico di infanzia di Tom
- Mrs Jane Glegg - zia di Tom e Maggie. Una delle sorelle di Mrs Tulliver
- Mrs Sophi Pullet - zia di Tom e Maggie
- altri personaggi minori

## Traduzioni italiane
- Il mulino sul Floss, traduzione di Lila Jahn, Milano, Fratelli Treves, 1934. - Milano, Garzanti, 1944.
- Il mulino sulla Floss, narrato da Francesco Perri, illustrato da Carlo Parmeggiani, Collana La Scala d'oro, Torino, UTET, 1935, II ed. rivista, 1942, 1960. [versione ridotta]
- Il mulino sulla Floss, traduzione di Giacomo Debenedetti, A. Mondadori, Milano 1940; introduzione di G. Debenedetti, Mondadori, 1950; introduzione di Anna Luisa Zazo, Mondadori, 1980-2006-2020.
- Il mulino sulla Floss, riduzione di Virginia Galante Garrone, SAS, Torino, 1952; Edizioni Paoline, 1966, 1972, 1980.
- Il mulino sulla Floss, traduzione di Giovanni Biasotti, Milano, Fratelli Fabbri Editori, 1960, 1968, 1981.
- Il mulino sulla Floss, a cura di Valentina Bianconcini, Capitol, Bologna, 1962.
- Il mulino sulla Floss, traduzione di C. Brusasca, Milano, Bietti, 1964.
- Il mulino sulla Floss, traduzione di A. Migliarini, Editrice Boschi, 1967.
- Il mulino sulla Floss, traduzione di Anna Gerola, Edizioni Ferni, Ginevra, 1973, 1975.
- Il mulino sulla Floss, trad. Silvia Nono, introduzione di Nadia Fusini, La Repubblica, Roma, 2004; L'Espresso, 2013.
- Il mulino sulla Floss, traduzione di e cura di Alessandro Fabrizi, introduzione di Emanuele Trevi, Collana Le grandi scrittrici, Neri Pozza, 2019, ISBN 978-88-545-1997-8. [traduzione condotta collazionando la prima edizione sul manoscritto autografo, pubblicato nel 1979 a cura di Antonia Byatt ]

## Adattamenti per il cinema e la televisione
- 1936: esce il film Il mulino sulla Floss con Frank Lawton (Philip), Victoria Hopper (Lucy),  Griffith Jones (Stephen Guest), Geraldine Fitzgerald (Maggie), James Mason (Tom); regia di Tim Whelan.[1]

- 1978: viene prodotta la miniserie televisiva della BBC Il mulino sulla Floss trasmessa nel 1978 e interpretata da Pippa Guard, Judy Cornwell, Anton Lesser, Christopher Blake e John Moulder-Brown; direttore Ronald Wilson.[2]

Sempre per la televisione, la BBC mandò in onda un film nel 1997 con Emily Watson e Bernard Hill.